# Euneornis campestris
Euneornis campestris là một loài chim trong họ Thraupidae.

## Hình ảnh

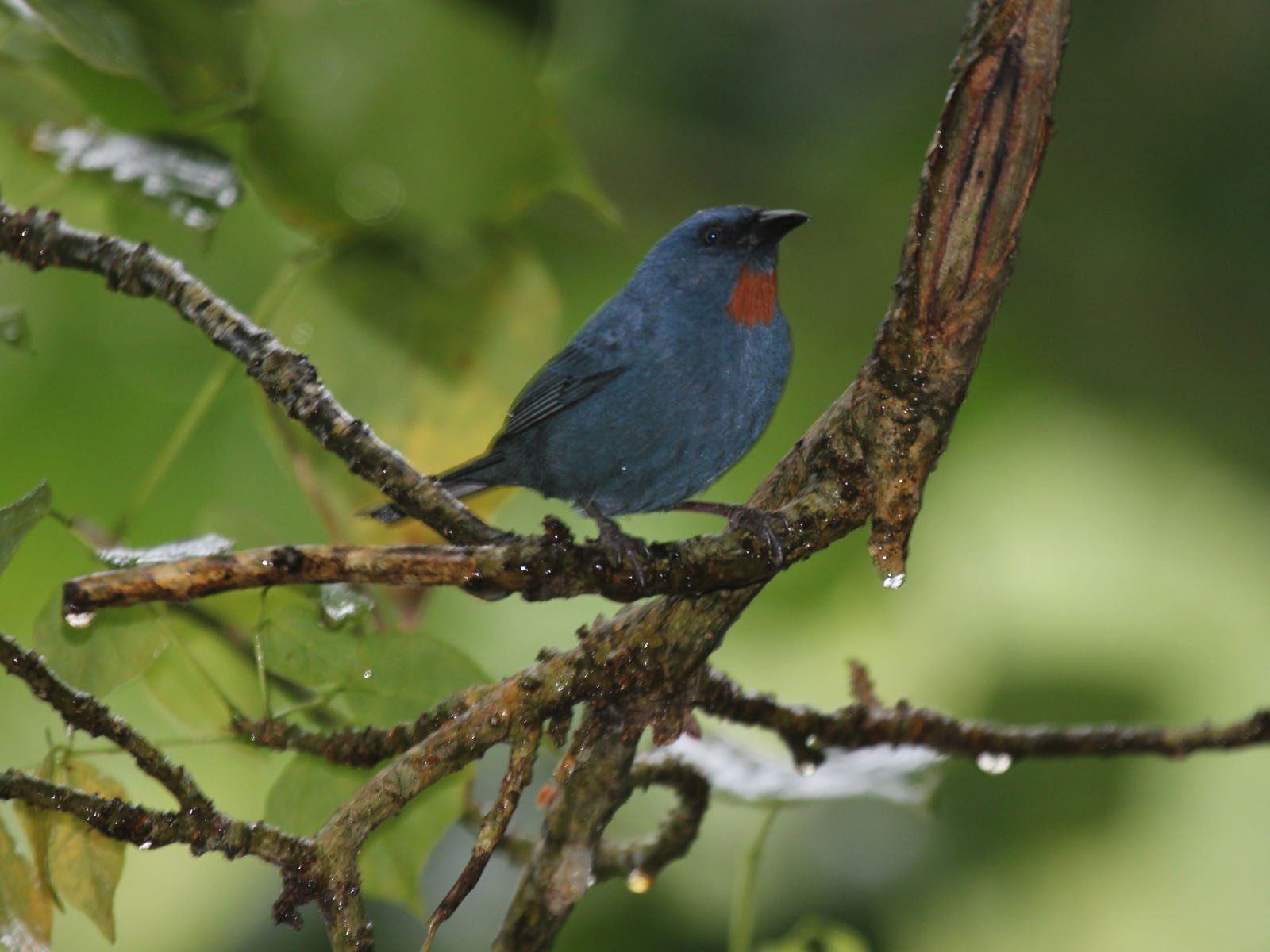
chim trống
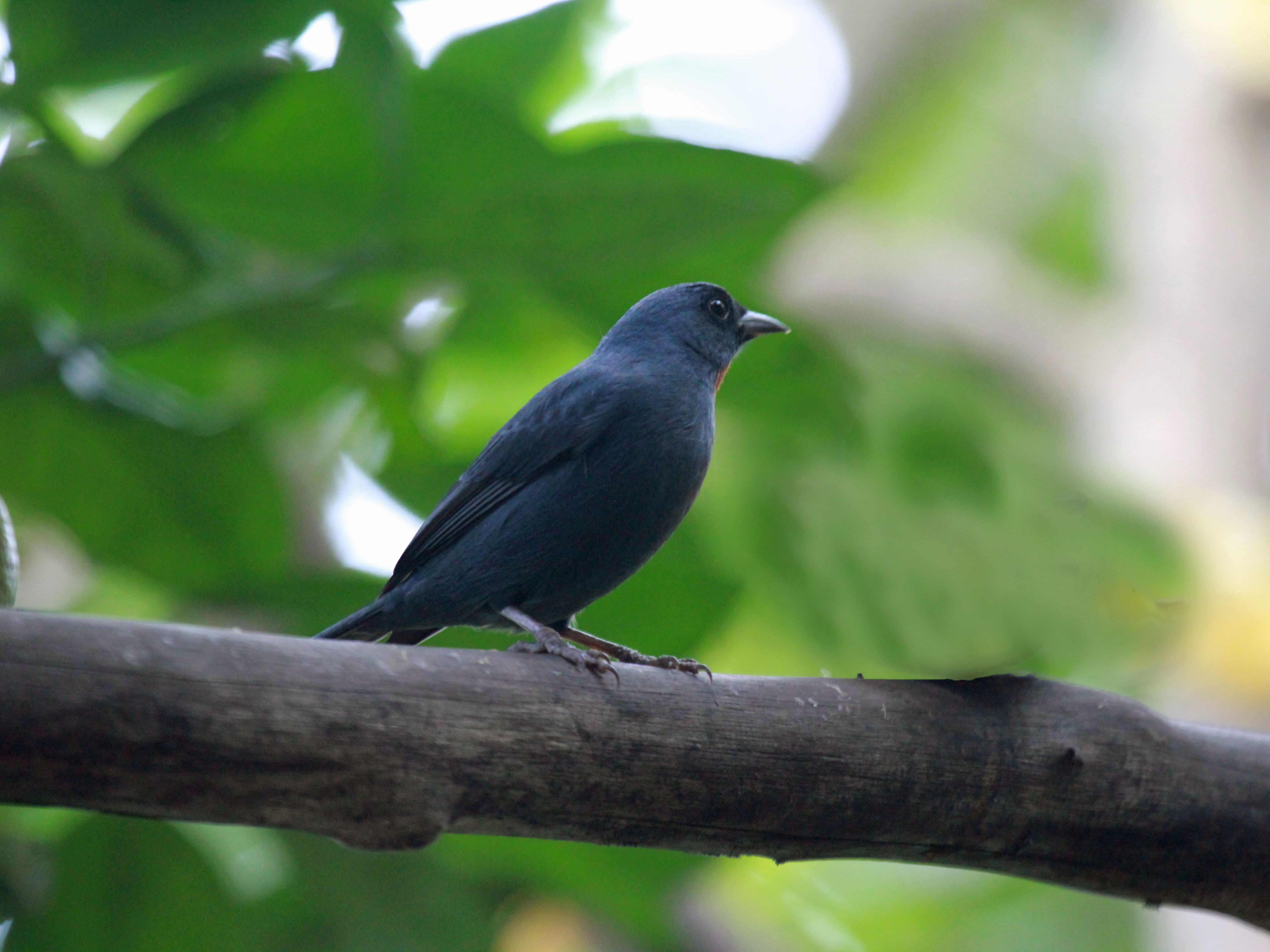
chim trống
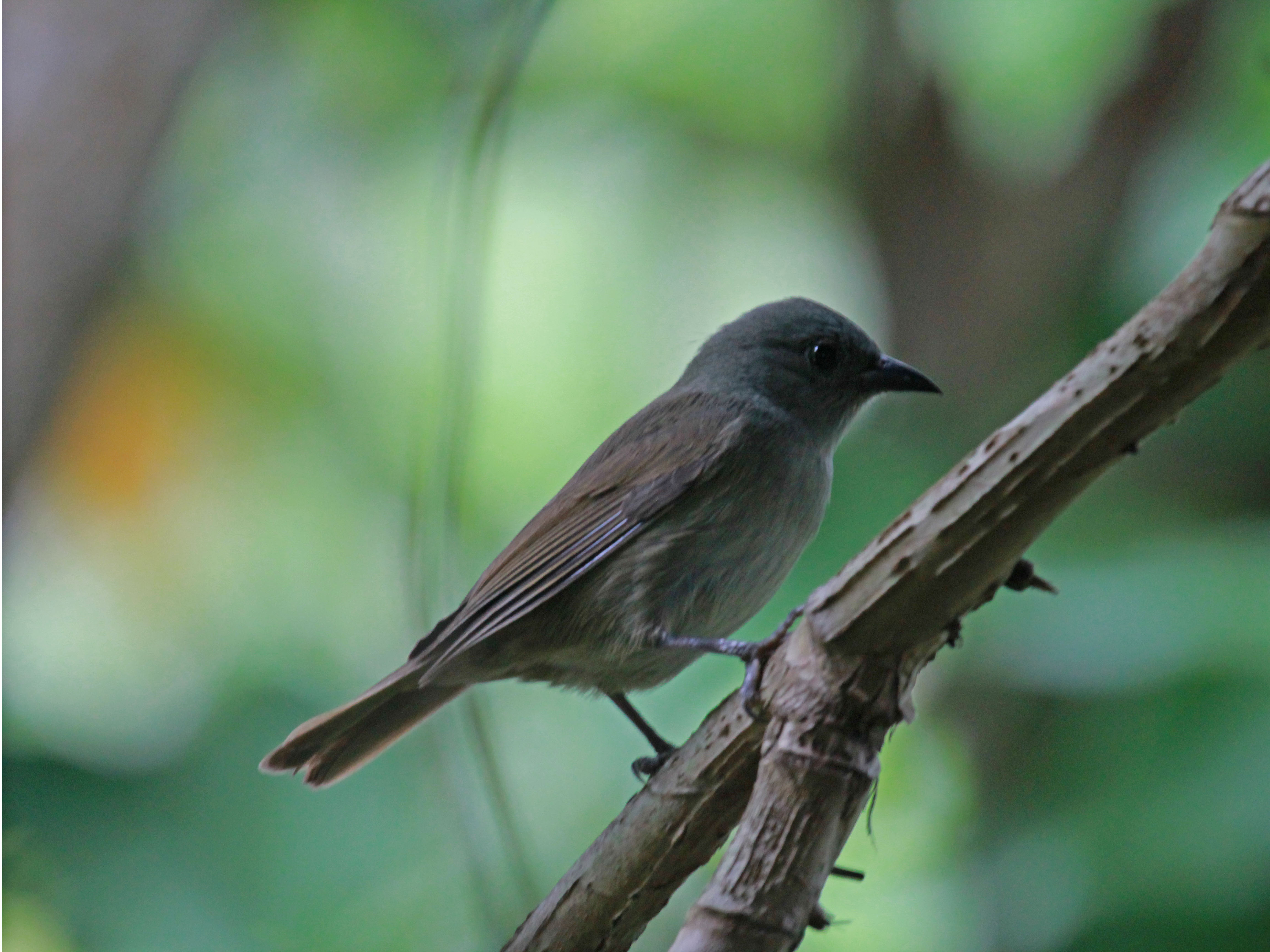
chim mái
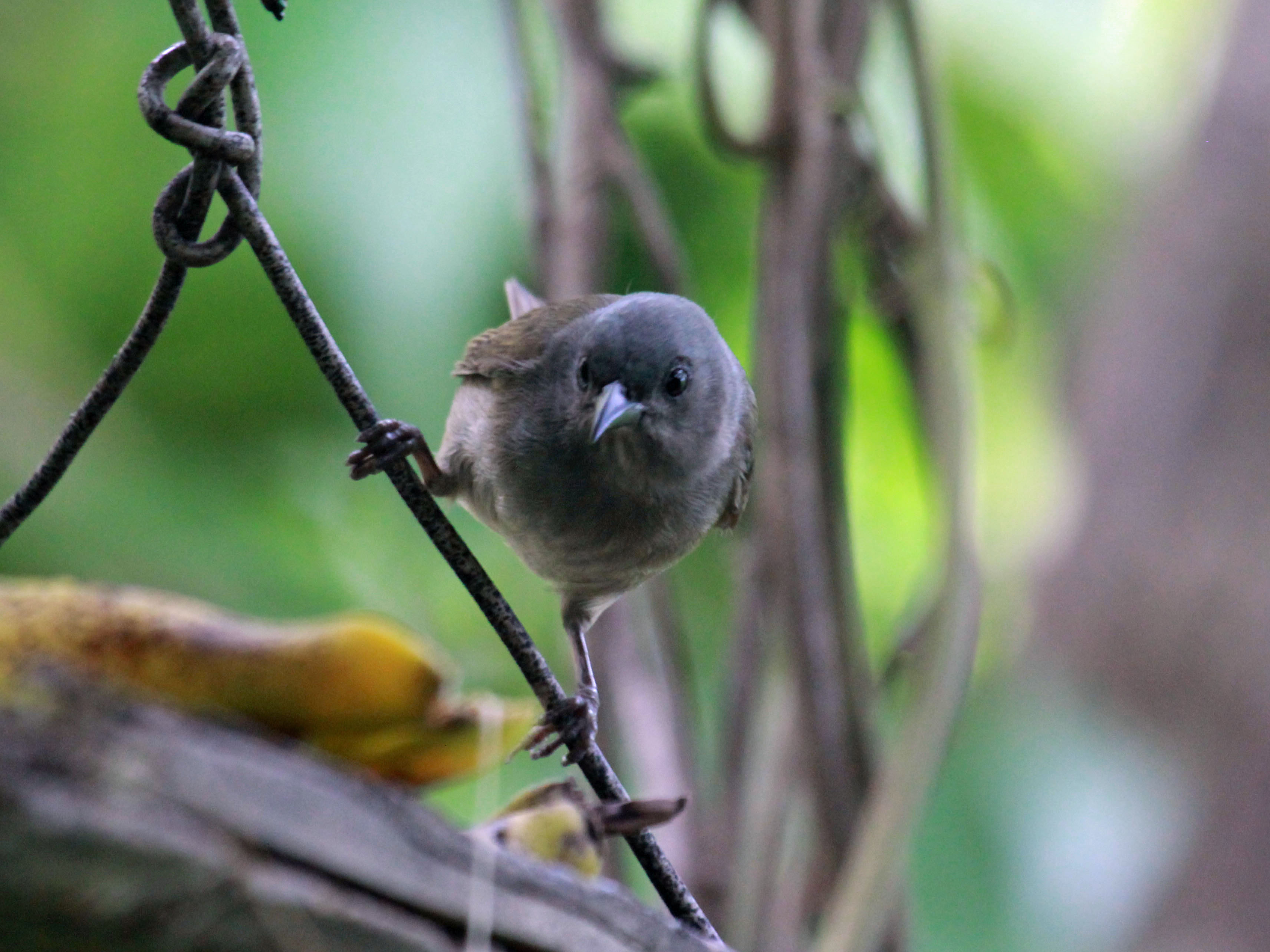
chim mái